# Symfonie nr. 3 (Hanson)
Howard Hanson componeerde zijn Symfonie nr. 3 in de periode 1936-1938.
De symfonie is geschreven in opdracht van het CBS Orchestra, een orkest dat nieuwe Amerikaanse muziek promootte. Een standpunt dat ook Hanson gedurende zijn gehele muzikale loopbaan had.
Hanson was van Zweedse afkomst en dat is ook in deze symfonie goed te horen. De muziek heeft veel weg van een symfonie van Jean Sibelius. Net als zijn 1e symfonie zou een bijtitel “Noords” niet misstaan, hetzelfde geldt voor zijn 6e symfonie. In de jaren 30 hoefde Hanson nog niet al te veel concessies te doen aan zijn romantische stijl. Moderne Amerikaanse muziek kwam eigenlijk net in de mode en men greep vaak terug op het standaard klassieke repertoire.
De première vond plaats op 19 september 1937 onder leiding van de componist zelf met het CBS Orchestra; het werk had toen nog maar drie delen. Pas een jaar later componeerde Hanson een vierde deel voor deze symfonie en gaf opnieuw een première (26 maart 1938), nu met het NBC Symphony, vreemd genoeg het orkest van een concurrerende omroep.

## Delen
De vier delen:
1. Andante lamentando-agitato;
2. Andante tranquillo;
3. Tempo scherzando;
4. Largamento e pesante.

## Bron en discografie
- Uitgave Delos International 3092; Seattle Symphony o.l.v. Gerard Schwarz.